# Trichoglossus
Trichoglossus é um gênero de aves da família Psittacidae, as espécies desse gênero são conhecidos popularmente por lóris.
As seguintes espécies são reconhecidas:
- Lóris-ornado, Trichoglossus ornatus (Linnaeus, 1758)
- Lóris-de-peito-escarlate [en], Trichoglossus forsteni Bonaparte, 1850
- Lóri-de-flores [en], Trichoglossus weberi (Büttikofer, 1894)
- Lóris-de-timor, Trichoglossus capistratus (Bechstein, 1811)
- Lóris-arco-íris, periquito-arco-íris, Trichoglossus haematodus (Linnaeus, 1771)
- Trichoglossus rosenbergii Schlegel, 1871
- Lóris-molucano, Trichoglossus moluccanus (Gmelin, JF, 1788)
- Lóris-de-colar-rojo, Trichoglossus rubritorquis Vigors & Horsfield, 1827
- Lóris-de-cabeça-amarilla, Trichoglossus euteles (Temminck, 1835)
- Trichoglossus flavoviridis Wallace, 1863
- Trichoglossus johnstoniae Hartert, 1903
- Trichoglossus rubiginosus (Bonaparte, 1850)
- Lóris-verde-de-peito-escamoso, Trichoglossus chlorolepidotus (Kuhl, 1820)